# Ríza
Ríza är en ort i Grekland.   Den ligger i prefekturen Nomós Korinthías och regionen Peloponnesos, i den centrala delen av landet, 100 km väster om huvudstaden Aten. Ríza ligger 107 meter över havet och antalet invånare är 313.
Terrängen runt Ríza är kuperad österut, men västerut är den bergig. Ríza ligger nere i en dal. Runt Ríza är det ganska tätbefolkat, med 96 invånare per kvadratkilometer. Närmaste större samhälle är Xylókastro, 5,5 km nordost om Ríza. 